# Wybory do Parlamentu Europejskiego w Danii w 2019 roku

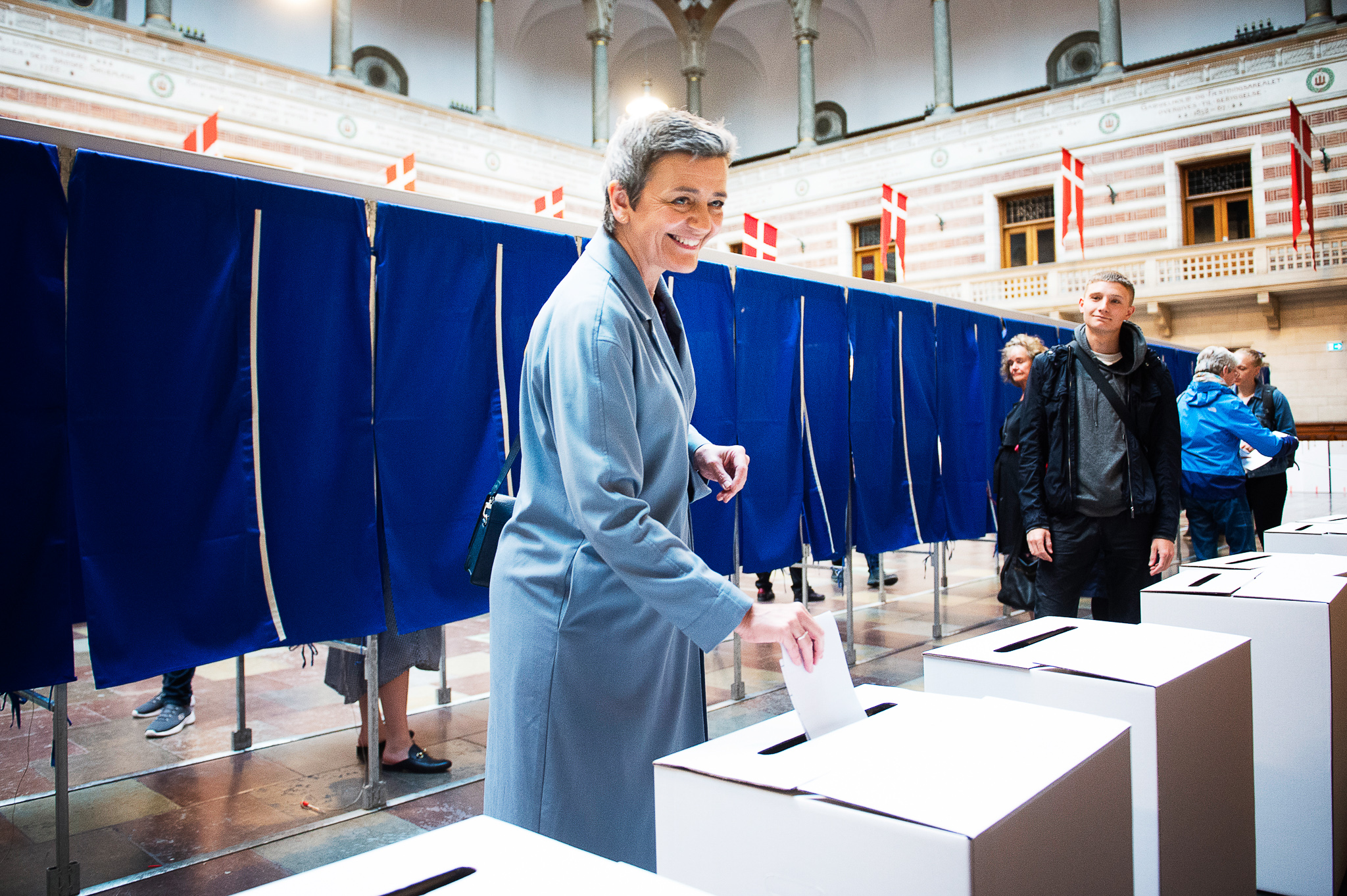
Duńska komisarz Margrethe Vestager oddaje głos w komisji wyborczej w Kopenhadze

Wybory do Parlamentu Europejskiego IX kadencji w Danii zostały przeprowadzone 26 maja 2019. Duńczycy wybrali 13 deputowanych. W 2018 zaplanowano przyznanie Danii 1 dodatkowego mandatu (w ramach rozdzielenia części mandatów przynależnych Wielkiej Brytanii), jednak procedura jego obsadzenia została opóźniona w związku z przesunięciem daty brexitu i przeprowadzeniem wyborów również w Wielkiej Brytanii.
Przed wyborami swoje listy (na potrzeby późniejszego podziału mandatów) zblokowały:
- Socialdemokraterne i Socjalistyczna Partia Ludowa,
- Konserwatywna Partia Ludowa, Sojuszu Liberalny i Venstre,
- Det Radikale Venstre i Alternatywa,
- Ruch Ludowy przeciw UE i Czerwono-Zieloni[2].

Wybory zakończyły się zwycięstwem liberalnej partii Venstre, która uzyskała 3 mandaty (i 1 dodatkowy na wypadek brexitu). Frekwencja wyniosła 66,1%.

## Wyniki wyborów
| Lista wyborcza               | Główny kandydat        | Głosy   | %    | Mandaty |
| ---------------------------- | ---------------------- | ------- | ---- | ------- |
| Venstre                      | Morten Løkkegaard      | 648 203 | 23,5 | 3+1     |
| Socialdemokraterne           | Jeppe Kofod            | 592 645 | 21,5 | 3       |
| Socjalistyczna Partia Ludowa | Margrete Auken         | 364 895 | 13,2 | 2       |
| Det Radikale Venstre         | Morten Helveg Petersen | 277 929 | 10,1 | 2       |
| Duńska Partia Ludowa         | Peter Kofod            | 296 978 | 10,8 | 1       |
| Konserwatywna Partia Ludowa  | Pernille Weiss         | 170 544 | 6,2  | 1       |
| Czerwono-Zieloni             | Nikolaj Villumsen      | 151 903 | 5,5  | 1       |
| Ruch Ludowy przeciw UE       | Rina Ronja Kari        | 102 101 | 3,7  | 0       |
| Alternatywa                  | Rasmus Nordqvist       | 92 964  | 3,4  | 0       |
| Sojusz Liberalny             | Mette Bock             | 60 693  | 2,2  | 0       |